# Amblyseiella rusticana
Amblyseiella rusticana är en spindeldjursart som först beskrevs av Athias-Henriot 1960.  Amblyseiella rusticana ingår i släktet Amblyseiella och familjen Phytoseiidae. Inga underarter finns listade i Catalogue of Life.